# 6396 Schleswig
6396 Schleswig este un asteroid din centura principală de asteroizi.

## Descriere
6396 Schleswig este un asteroid din centura principală de asteroizi. A fost descoperit pe 15 ianuarie 1991 la Tautenburg de Freimut Börngen. El prezintă o orbită caracterizată de o semiaxă mare de 2,39 ua, o excentricitate de 0,12 și o înclinație de 7,3° în raport cu ecliptica.